# Liptovská Teplá (stacja kolejowa)
Liptovská Teplá – stacja kolejowa we wsi Liptovská Teplá w kraju żylińskim na linii kolejowej nr 180 na Słowacji.